# Elecciones estatales de Puebla de 2010
Las Elecciones estatales de Puebla de 2010 se llevaron a cabo el domingo 4 de julio de 2010, y en ellas se realizaron y se renovaron los siguientes cargos de elección popular en el estado mexicano de Puebla:
- Gobernador de Puebla. Titular del Poder Ejecutivo del estado, electo para un periodo de seis años no reelegibles en ningún caso, el candidato electo fue Rafael Moreno Valle Rosas
- 217 ayuntamientos. Compuestos por un Presidente Municipal y regidores, electos para un periodo de tres años no reelegibles para el periodo inmediato.
- 41 Diputados al Congreso del Estado. 26 Electos por mayoría relativa en cada uno de los Distritos Electorales y 15 Electos bajo el principio de  representación proporcional.

## Resultados

### Ayuntamientos
| Partido/Alianza | Partido/Alianza                                       | Municipios |
| --------------- | ----------------------------------------------------- | ---------- |
|                 | Compromiso por Puebla (PAN, PRD, Convergencia, PANAL) | 105        |
|                 | Puebla Avanza (PRI, PVEM)                             | 104        |
|                 | Partido del Trabajo                                   | 8          |

Fuente: Instituto de Mercadotecnia y Opinión (enlace roto disponible en Internet Archive; véase el historial, la primera versión y la última).

#### Ayuntamiento de Puebla
- Eduardo Rivera Pérez  Hecho

## Diputados

Diputados LVIII Legislatura del Congreso del Estado de Puebla.

| Partido/Alianza | Partido/Alianza                                       | Distritos |
| --------------- | ----------------------------------------------------- | --------- |
|                 | Compromiso por Puebla (PAN, PRD, Convergencia, PANAL) | 14        |
|                 | Puebla Avanza (PRI, PVEM)                             | 12        |
|                 | Partido del Trabajo                                   | 0         |

Fuente: de Mercadotecnia y Opinión (enlace roto disponible en Internet Archive; véase el historial, la primera versión y la última).

## Elecciones internas de los partidos políticos

### Partido Acción Nacional
El 11 de enero de 2010 se registraron formalmente como precandidatos a la gubernatura por el PAN el senador Rafael Moreno Valle Rosas, y Ana Teresa Aranda, extitular de la Secretaría de Desarrollo Social.

### Partido Revolucionario Institucional
El 22 de marzo de 2010 se registró ante el Instituto Estatal Electoral como candidato del PRI, Javier López Zavala.

### Partido del Trabajo
El 27 de noviembre de 2009 el diputado local José Benigno Pérez Vega, presentó la solicitud de ser considerado como aspirante a la candidatura de su partido a la gubernatura de Puebla.